# Termo-Industrier

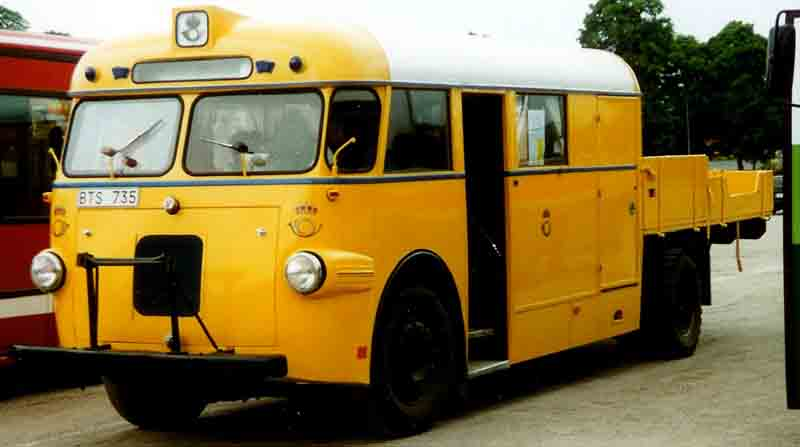
Postens diligens typ K90 på ett Scania-Vabis 2B 21-chassi, i drift inom Postverkets diligenstrafik 1959–1967. Karossen byggdes som vanlig buss av Molinverken 1949 och byggdes om till en skvader av Postens Verkstad i Lycksele 1958–1959. Bussen var stationerad i Ramselevallen och trafikerade linjen Ramselevallen–Hammerdal–Sikås.

Termo-Industrier AB, tidigare Molinverken AB var en svensk typhusfabrikant i Eskilstuna.
Termo-Industrier AB grundades 1937 som Molinverken AB i Eskilstuna. Molinverken byggde bland annat bussar till Postens diligenstrafik på chassier från Scania-Vabis till Postens diligenstrafik, som därefter modifierades av Postens verkstad i Lycksele till skvadrar.
Bilägarnas Inköpscentral (IC) köpte Molinverken 1954, och döpte om företaget till Termo-Industrier AB. Företaget tillverkade efter IC:s – senare Oljekonsumenternas förbunds – övertagande prefabricerade personbilsgarage i stål och korrugerad aluminiumplåt.